# Callianira cristata
Callianira cristata är en kammanetart som beskrevs av Moser 1909. Callianira cristata ingår i släktet Callianira och familjen Mertensiidae. Inga underarter finns listade i Catalogue of Life.